# ポプラの秋
『ポプラの秋』（ポプラのあき）は湯本香樹実による日本の小説。1997年6月26日に新潮文庫から刊行された。アジアや欧米など世界10か国で翻訳・出版されている。

## あらすじ
岐阜県の駅。母娘で降り立った地、飛騨高山。

## ラジオドラマ
2000年1月15日にNHK-FM『FMシアター』にて放送された。

## テレビドラマ
2012年11月24日に関西テレビでテレビドラマ化された。モンテカルロ・テレビ祭テレビ映画部門にノミネートされ、シカゴ国際映画祭の関連コンクールである「ヒューゴ・テレビ賞」でテレビ映画部門銀賞を受賞した。

### キャスト（テレビドラマ）
- 星野千秋（九歳）：谷花音
- 星野千秋（成人）：谷村美月
- 星野つかさ：森口瑤子

- 大家のおばあさん：江波杏子

- 春川恭亮
- 甲本雅裕

### スタッフ（テレビドラマ）
- 原作 - 湯本香樹実
- 脚本 - 近衛はな
- プロデュース - 笠置高弘
- 演出 - 木村淳
- 音楽 - 望月衛介
- 制作著作 - 関西テレビ放送

## 映画
2015年9月19日に公開された。第39回モントリオール世界映画祭、第18回上海国際映画祭パノラマ部門正式招待作品。

### キャスト（映画）

#### 星野
- 星野千秋（九歳）：本田望結[1]　ポプラ荘201
- 星野千秋（成人）：村川絵梨　看護師
- 星野つかさ：大塚寧々　千秋の母

#### ポプラ荘
- 大家のおばあさん：中村玉緒　大家さん
- 佐々木さん：藤田朋子　202
- 西岡さん：宮川一朗太　102

#### その他
- オサム：伊澤柾樹　ポプラ荘、西岡さんの息子
- さるぼぼの店員：松本蘭
- 団子屋のおかみさん：山口いづみ
- 眼科医：室龍規　大家さんの通院先
- 小学校の先生：真木恵未
- 山根さん：内藤剛志（特別出演）　葬儀社
- 関口医師：清塚信也　千秋の勤務先
- 鴈龍、高橋あゆみ、倉崎由衣、杏まさ子、久田節美、中田裕一

### スタッフ（映画）
- 原作：湯本香樹実『ポプラの秋』（新潮文庫刊）
- 監督・脚本：大森研一
- 音楽：清塚信也
- 主題歌：持田香織「少しだけ」（avex trax）
- テーマ曲：清塚信也「ポプラの秋メインテーマ」（アルバム「KIYOZUKA☆LAND」より）
- エグゼクティブプロデューサー：吉田誠二郎、室家王介、阿部時雄、岡嘉孝、徳山悦也
- プロデューサー：鈴木政信
- スーパーバイザー：橋本正彦
- アソシエイトプロデューサー：横山恵未
- 撮影：中堀正夫（J.S.C.）
- 照明：高田一郎
- 美術：福田宣
- 装飾：野村哲也
- 録音・整音：湯脇房雄
- 編集：大森研一、伊藤学
- 衣装：樋口秋香、中口育子
- ヘアメイク：大澤ねね、永野あゆみ
- 制作担当：逸見賢、原和政
- 助監督：吉田至次
- アシスタントプロデューサー：伊藤学
- 宣伝統括：岩倉達
- 宣伝プロデューサー：山中佐知子
- パブリシティ：ポイント・セット
- デザイン協力：フォルツァ・グラフィコ
- 宣伝協力：ニッセンジャパン、オフィス・リブラ、スプレンド、アジアン・スマイルコム
- 営業統括：遊佐和彦
- Web：プリコルール
- キャスティング：アール・エム・アイ
- 効果：井上奈津子
- ポスプロ：オムニバス・ジャパン
- VFX・編集：五十嵐淳、岡本泰之
- MA：東宝スタジオ
- 音楽プロデューサー：割田康彦
- ラボ：東京現像所
- 特別企画協力：古賀誠一
- 企画推進：石川薫
- 特別協力：高山市、飛騨・高山観光コンベンション協会、高山市観光連絡協議会
- 協賛：エディオン
- 協力：ハウス食品グループ
- 宣伝特別協力：オスカープロモーション
- 配給：アスミック・エース、シナジー
- 制作プロダクション：アンブレラ
- 製作特別協力：NANEIエンターテイメント、クラウドサービス、エンザイム・センサ、アール・エム・アイ、三協
- 企画協力 - 新潮社
- 製作：「ポプラの秋」製作委員会